# Paradas

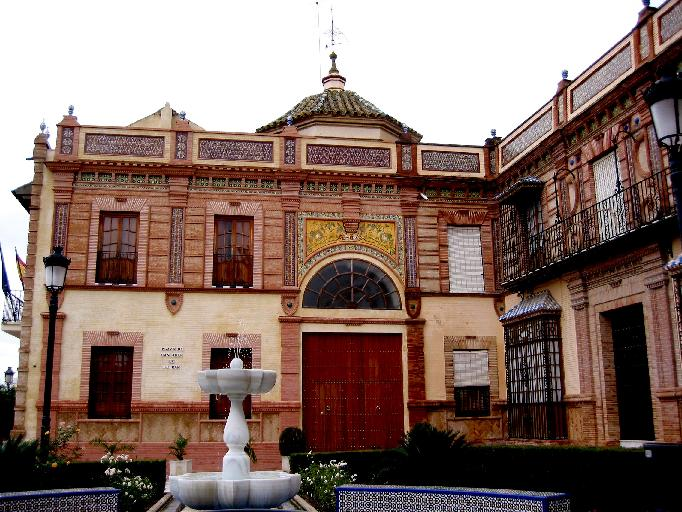
Plein van St. Jan Lateranen

Paradas is een gemeente in de Spaanse provincie Sevilla in de regio Andalusië met een oppervlakte van 109 km². In 2009 telde Paradas 7065 inwoners.

## Demografische ontwikkeling
Bron: INE, 1857-2011: volkstellingen